# Platidiolus vandykei
Platidiolus vandykei är en skalbaggsart som beskrevs av Kurnakow. Platidiolus vandykei ingår i släktet Platidiolus och familjen jordlöpare. Inga underarter finns listade i Catalogue of Life.